# Collision Course
Collision Course is een mash-upalbum, ontstaan uit de samenwerking van rapper Jay-Z en rockgroep Linkin Park. Het werd op 26 november 2004 in Nederland uitgebracht.

## Ontstaan
In 2004 vroeg MTV aan Jay-Z met welke rockgroep hij wilde optreden. Hij koos Linkin Park en contacteerde Mike Shinoda. Shinoda begon met experimenteren en mixen van enkele nummers en stuurde ze naar Jay-Z die ze goed vond. Ze begonnen per mail samen te werken. De twee besloten in plaats van twee nummers te combineren, ze te bewerken en ze opnieuw op te nemen om ze beter te laten passen. Shinoda: "Jay and I realized it's better to re-perform the rap vocals if you're gonna do it to a new beat because the vibe changes and you have to deliver your verse a little differently." Shinoda vroeg zijn bandleden om de muziek opnieuw op te nemen, zodat ze het als een album konden uitbrengen.
Een jaar na de release van Collision Course was Jay-Z de executive producer op Shinoda's side-project The Rising Tied onder de naam Fort Minor. In het nummer High Road rapt Shinoda over de negatieve kritieken op Collision Course.
Dit album is in drie edities uitgebracht. Naast de standaardeditie met de Parental Advisory-label, waren er ook de "Edited/Clean" versie en de "Censored" versie. De "Edited/Clean" versie censoreert de woorden "ass" en "bitch" niet maar wel het woordje "god" in Numb/Encore.

## Hitlijsten
Numb/Encore was de eerste single van deze ep en werd een hit over de hele wereld en behaalde de vijfde positie in de Nederlandse Top 40. Dit is Linkin Parks beste notering naast het in 2001 uitgebrachte In the End dat ook de vijfde positie bereikte. Hetzelfde geldt voor Jay-Z, die met het in 1998 uitgebrachte Hard Knock Life (Ghetto Anthem) ook de tweede positie bereikte. Numb/Encore won een Grammy Award voor Best Rap/Sung Collaboration. Points of Authority/99 Problems/One Step Closer werd ook uitgebracht op de radio maar kwam alleen de Britse UK Singles Chart binnen op de twaalfde positie. In Kerrang! TV in het Verenigd Koninkrijk werd de video wel uitgezonden, net als Jigga What/ Faint. Izzo/In the End werd hevig gepromoot op de Linkin Park-websites. Dirt off Your Shoulder/Lying from You was de tweede single en is begin 2005 uitgebracht en opnieuw uitgebracht in 2006. De single is op vele internetsites te koop als single terwijl het nooit echt als single werd gezien.
Het album kwam de Amerikaanse Billboard 200 binnen op de eerste plaats, en er waren op 1 augustus 2009 1.934.000 exemplaren van verkocht (platinawaardig). Het album kwam in het Verenigd Koninkrijk binnen op op #15. In de Nederlandse Album Top 100 kwam het binnen op de achttiende positie en piekte het op negen.

## Gebruikte nummers
De ep bestond uit zeven Linkin Park- en zes Jay-Z-nummers:
| Linkin Park   | Linkin Park           | Jay-Z                                         | Jay-Z                     |
| ------------- | --------------------- | --------------------------------------------- | ------------------------- |
| Hybrid Theory | "Papercut"            | The Black Album                               | "Dirt off Your Shoulders" |
| Hybrid Theory | "One Step Closer"     | The Black Album                               |                           |
| Hybrid Theory | "Points of Authority" | The Black Album                               | "99 Problems"             |
| Hybrid Theory | "In the End"          | Jay-Z's Vol. 2... Hard Knock Life             | "Jigga What, Jigga Who?"  |
| Meteora       | "Lying from You"      | Jay-Z's Vol. 3... Life and Times Of S. Carter | "Big Pimpin'"             |
| Meteora       | "Faint"               | The Blueprint                                 | "Izzo (H.O.V.A.)"         |
| Meteora       | "Numb"                | The Black Album                               | "Encore"                  |

## Tracklist

### Cd
1. "Dirt off Your Shoulder/Lying from You" (S. Carter, T. Mosley, Linkin Park) — 04:05
2. "Big Pimpin'/Papercut" (S. Carter, T. Mosley, K. Joshua, Linkin Park) — 02:36
3. "Jigga What/Faint" (S. Carter, J. Burks, T. Mosley, Linkin Park) — 03:31
4. "Numb/Encore" (Linkin Park, S. Carter, K. West) — 03:25
5. "Izzo/In the End" (S. Carter, K. West, B. Gordy, A. Mizell, F. Perren, D. Richards, Linkin Park) — 2:45
6. "Points of Authority/99 Problems/One Step Closer" (Linkin Park, S. Carter, R. Rubin, N. Landsberg, F. Pappalardi, J. Ventura, L. Weinstein, W. Squier, T. Morrow, A. Henderson) — 04:56

### Dvd
De dvd bevat achter-de-schermen-opnames tijdens het opnemen van cd, oefensessies en het gehele concert dat in het Roxy Theatre op 18 juli van dat jaar. Eveneens staat de MTV-uitzending over dit concert op het schijfje, getiteld MTV Ultimate Mash-Ups: Jay-Z vs. Linkin Park en een fotogalerij.

#### MTV Ultimate Mash-Ups
1. "It's Goin' Down - Intro" — 01:21
2. "Dirt off Your Shoulder/Lying from You" — 04:04
3. "Big Pimpin'/Papercut" — 02:36
4. "Jigga What/Faint" — 03:31
5. "Numb/Encore" — 03:25
6. "Izzo/In the End" — 02:44
7. "Points of Authority/99 Problems/One Step Closer" — 04:55

## Roxy-programma
Voordat Jay-Z het podium opkwam, speelde Linkin Park een klein aantal nummers. Nadat ze met de Collision Course-nummers klaar waren, moesten ze het opnieuw spelen vanwege problemen met het licht. De optredens van de dvd zijn van de tweede opname, terwijl de live-opnames voor "Numb/Encore"'s optreden van de eerste take was. De Hip Hop Medley is te vinden op Linkin Park Underground 4.0. Een korte versie van It's Goin' Down is op de dvd te zien.

### Eerste opname
1. "Intro" / "Don't Stay"
2. "Somewhere I Belong"
3. "Hip Hop Medley" ("Step Up"/"Nobody's Listening"/"It's Goin' Down")
4. "Breaking the Habit"
5. "From the Inside"
6. "Dirt off Your Shoulder/Lying from You"
7. "Big Pimpin'/Papercut"
8. "Jigga What/Faint"
9. "Numb/Encore"
10. "Izzo/In the End"
11. "Points of Authority/99 Problems/One Step Closer"

### Tweede opname
1. "Dirt off Your Shoulder/Lying from You"
2. "Big Pimpin'/Papercut"
3. "Jigga What/Faint"
4. "Numb/Encore"
5. "Izzo/In the End"
6. "Points of Authority/99 Problems/One Step Closer"

## Externe optredens
Oorspronkelijk zou dit een eenmalig concert zijn, maar de nummers zijn al meerdere malen gespeeld.
1. Tijdens het opnemen van de dvd.
2. Live 8 (op Izzo/In the End na). De audio van dit concert staat op Linkin Park Underground 5.0.
3. Op Music for Relief, een benefietconcert voor de slachtoffers van de tsunami in Azië van 2004.
4. Tijdens de 2008 US Arena Tour van Linkin Park op Madison Square, New York (alleen Numb/Encore en Jigga What/Faint).
5. Numb/Encore en Jigga What/Faint werden in Milton Keynes, Verenigd Koninkrijk gespeeld. Deze staan op de cd/dvd Road to Revolution: Live at Milton Keynes.

## Medewerkers
Jay-Z
- Shawn Carter - rap

Linkin Park
- Chester Bennington — zanger
- Rob Bourdon - drums
- Brad Delson — gitaar
- Joseph Hahn — opname, sampling
- Dave Farrell — basgitaar
- Mike Shinoda — rap, beats, keyboard; gitaar (Jigga What/Faint), piano (Numb/Encore)

### Cd
- Producer, mixer: Mike Shinoda
- Arrangement: Brad Delson, Mike Shinoda
- Engineering: Mike Shinoda, John Ewing, Mark Kiczula
- Mastering: Brain "Big Bass" Gardner bij Bernie Grundman Mastering
- Executive producer: Shawn Carter en Linkin Park
- A&R: Tom Whalley
- A&R-coordinatië voor Warner Bros. Records: Marny Cameron
- Marketingregie: Peter Standish
- A&R-coördinator: Michael "Stick" Stefrin
- Productiecoördinator: Ryan DeMarti
- Samplezuivering: Eric Weissman voor Sample Clearance Limited
- Executive producers: Rob McDermott en John Meneilly
- Creative regie voor Warner Bros. Records: Ellen Wakayama
- Artregie: The Flem en Mike Shinoda
- Coverartregie en ontwerp: The Flem
- Cover en alle illustraties: David Choe
- Digipak en bookletartregie en ontwerp: Lawrence Azerrad voor LAD
- Fotographie: Greg Watermann

### Dvd
- Regie: Kimo Proudfoot
- Producer: Matt Caltabiano
- Editor: Kevin McCullough
- Live audio-engineer: Guy Charbonneau
- Live audiomixer: Mike Shinoda
- Executive producer: Janet Haase
- Hoofd productie: Joby Barnhart
- Postproduction supervisor: Jason Cohon
- Extra productieopname: Lenny Santiago
- Dvd-postproducer: David May
- Associate producer: Raena Winscott
- Menu ontwerp: Sean Donelly
- 5.1 mix producer: David May
- 5.1 mix engineer: Ted Hall
- Assistant-engineer: Bruce Balestier
- Audio-mix: Mix Magic
- Colorist: Dave Hussey
- Titelgraphics: Carlos
- Legalisatie: Cinram

Emily Armstrong · Chester Bennington · Rob Bourdon · Colin Brittain · Brad Delson 
Dave Farrell · Joe Hahn · Scott Koziol · Mike Shinoda · Mark Wakefield